# 摺沢駅

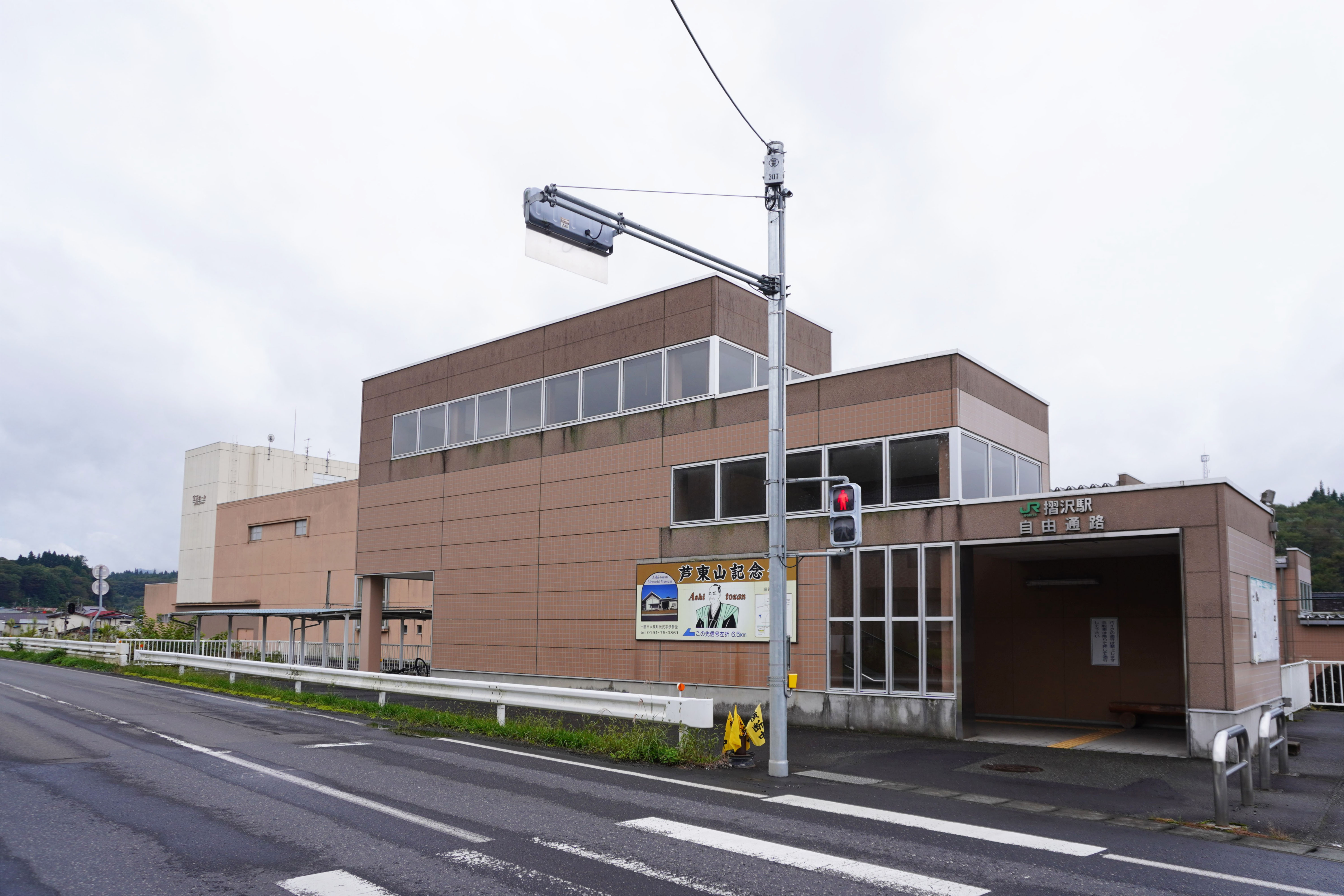
北側（2023年10月）

摺沢駅（すりさわえき）は、岩手県一関市大東町摺沢字街道下にある、東日本旅客鉄道（JR東日本）大船渡線の駅である。
当線にはこの摺沢を経由にするため政友会が圧力をかけてできた大きな迂回があり、しばしば「我田引鉄」の代表例とされている。駅前にはその仕掛け人とも言うべき佐藤親子（秀蔵、良平）の胸像が建っている。なお当駅は開業から1927年（昭和2年）7月15日までは終着駅であった。

## 歴史
- 1925年（大正14年）7月26日：開業[3]。一般駅[3]。
- 1972年（昭和47年）1月1日：貨物の取り扱いを廃止[3]。
- 1985年（昭和60年）3月14日：荷物の扱いを廃止[3]。
- 1987年（昭和62年）4月1日：国鉄分割民営化により、JR東日本の駅となる[3]。
- 1999年（平成11年）12月1日：駅舎を改築[7]。自由通路を新設[7]。
- 2000年（平成12年）4月：併設のコミュニティセンターが開業[7]。
- 2005年（平成17年）4月1日：業務委託化。摺沢駅長が廃止され、気仙沼駅長管理下となる。[要出典]
- 2015年（平成27年）5月19日：みどりの窓口の営業を終了[8]。
- 2022年（令和4年）3月12日：終日無人化[9]。
- 2024年（令和6年）10月1日：えきねっとQチケのサービスを開始[1][10]。

## 駅構造
相対式ホーム2面2線を有する地上駅である。互いのホームは構内踏切で連絡している。
駅舎は一関市役所摺沢出張所および客席数600のコミュニティホール（室蓬ホール）と合築で、鉄筋コンクリート造3階建て。総工費は19億円で、当時の大東町が全額負担した。なお、建物床面積のうち駅舎部分は110平方メートルに過ぎず、コミュニティーセンターが約2,000平方メートルである。また、駅舎と駅北側とは自由通路で結ばれている。
一ノ関駅管理の無人駅である。2022年（令和4年）3月12日のダイヤ改正前日までは業務委託駅（JR東日本東北総合サービス委託）で、窓口と自動券売機が設置されていた。

### のりば
| 番線 | 路線      | 方向 | 行先       |
| ---- | --------- | ---- | ---------- |
| 1    | ■大船渡線 | 上り | 一ノ関方面 |
| 2    | ■大船渡線 | 下り | 気仙沼方面 |

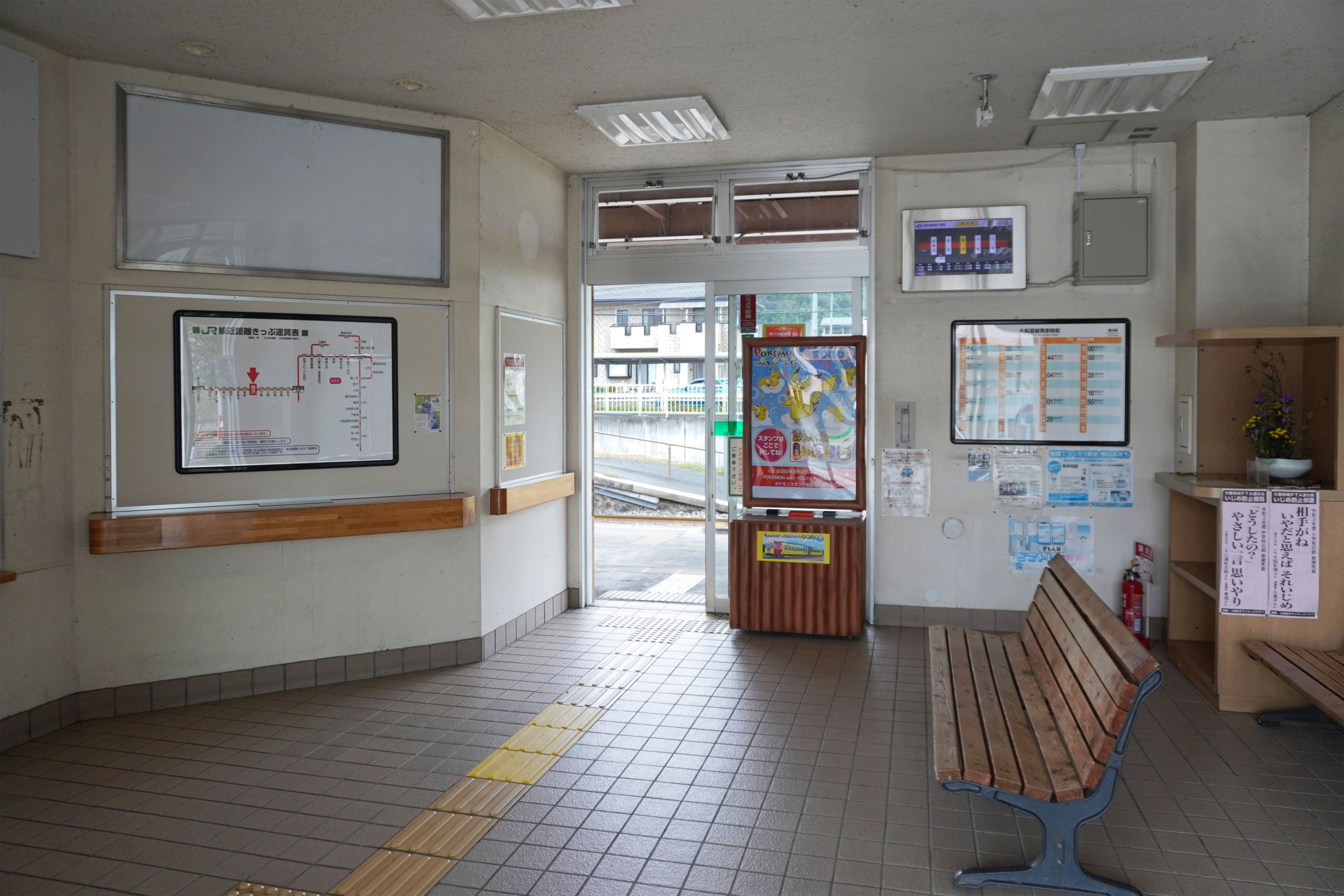
待合室（2023年10月）
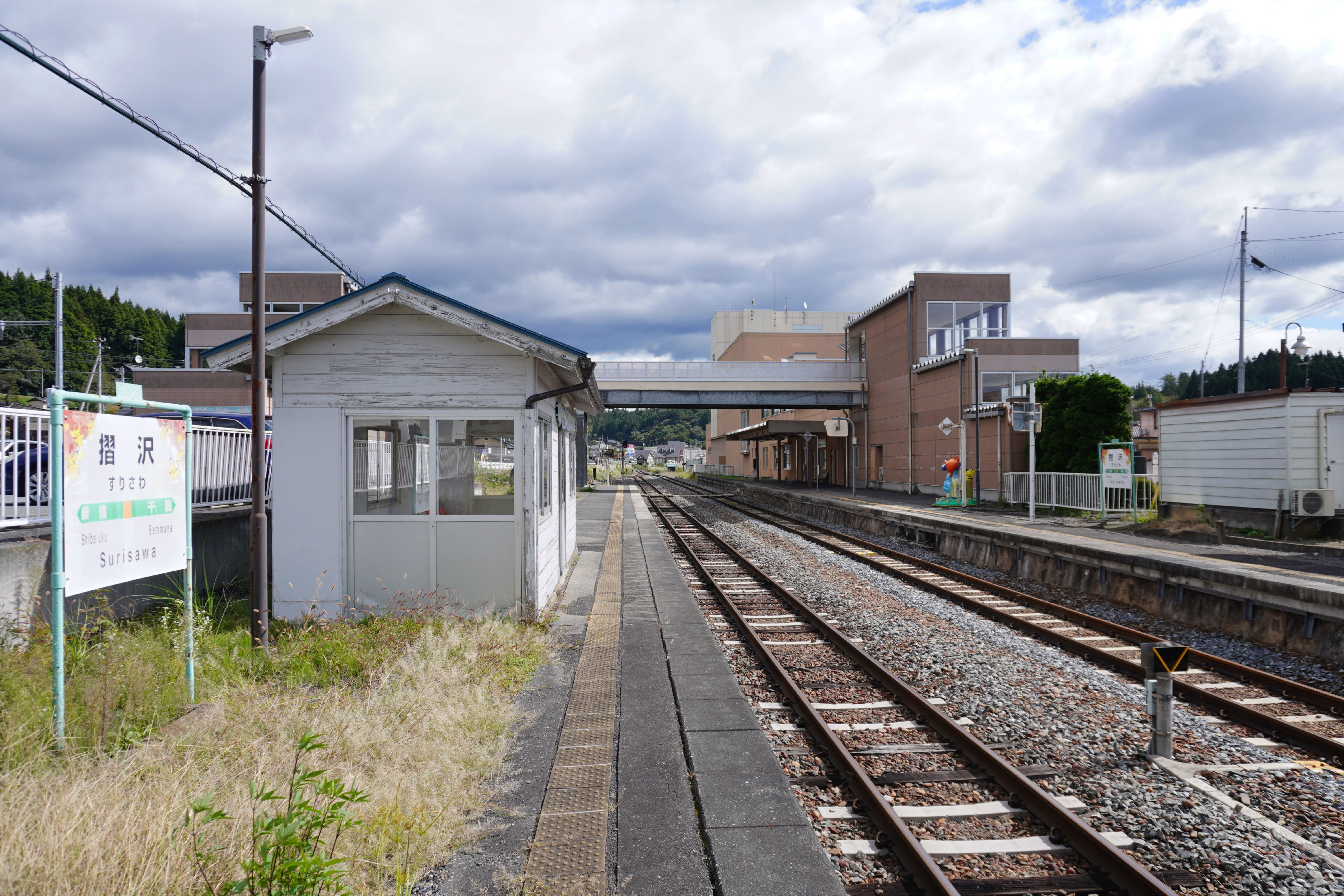
ホーム（2023年10月）
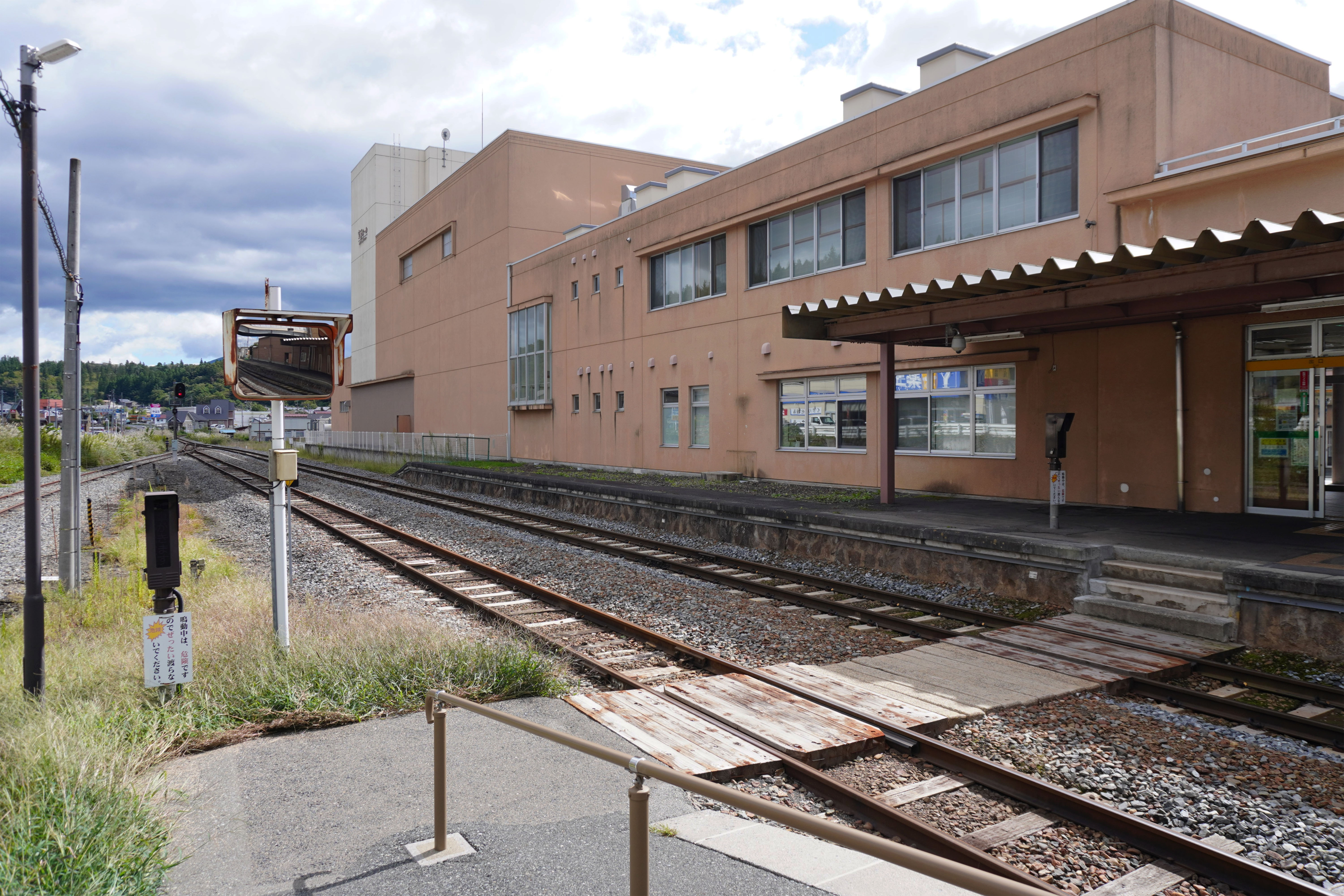
構内踏切（2023年10月）

## 利用状況
JR東日本によると、2000年度（平成12年度）- 2020年度（令和2年度）の1日平均乗車人員の推移は以下のとおりであった。
| 1日平均乗車人員推移 | 1日平均乗車人員推移 | 1日平均乗車人員推移 | 1日平均乗車人員推移 | 1日平均乗車人員推移 |
| 年度                | 定期外              | 定期                | 合計                | 出典                |
| ------------------- | ------------------- | ------------------- | ------------------- | ------------------- |
| 2000年（平成12年）  |                     |                     | 373                 | [ 利用客数 1 ]      |
| 2001年（平成13年）  |                     |                     | 344                 | [ 利用客数 2 ]      |
| 2002年（平成14年）  |                     |                     | 327                 | [ 利用客数 3 ]      |
| 2003年（平成15年）  |                     |                     | 329                 | [ 利用客数 4 ]      |
| 2004年（平成16年）  |                     |                     | 350                 | [ 利用客数 5 ]      |
| 2005年（平成17年）  |                     |                     | 369                 | [ 利用客数 6 ]      |
| 2006年（平成18年）  |                     |                     | 347                 | [ 利用客数 7 ]      |
| 2007年（平成19年）  |                     |                     | 350                 | [ 利用客数 8 ]      |
| 2008年（平成20年）  |                     |                     | 355                 | [ 利用客数 9 ]      |
| 2009年（平成21年）  |                     |                     | 353                 | [ 利用客数 10 ]     |
| 2010年（平成22年）  |                     |                     | 365                 | [ 利用客数 11 ]     |
| 2011年（平成23年）  | 非公表              | 非公表              | 非公表              |                     |
| 2012年（平成24年）  | 56                  | 310                 | 367                 | [ 利用客数 12 ]     |
| 2013年（平成25年）  | 53                  | 292                 | 346                 | [ 利用客数 13 ]     |
| 2014年（平成26年）  | 49                  | 256                 | 306                 | [ 利用客数 14 ]     |
| 2015年（平成27年）  | 45                  | 238                 | 284                 | [ 利用客数 15 ]     |
| 2016年（平成28年）  | 43                  | 233                 | 277                 | [ 利用客数 16 ]     |
| 2017年（平成29年）  | 42                  | 223                 | 265                 | [ 利用客数 17 ]     |
| 2018年（平成30年）  | 41                  | 199                 | 241                 | [ 利用客数 18 ]     |
| 2019年（令和元年）  | 37                  | 190                 | 227                 | [ 利用客数 19 ]     |
| 2020年（令和02年）  | 23                  | 167                 | 190                 | [ 利用客数 20 ]     |

## 駅周辺
- 岩手県道19号一関大東線
- 岩手県道135号摺沢停車場線
- 国道343号
- 国道456号
- 摺沢公園
- 一関市役所摺沢出張所
- 摺沢郵便局
- 一関市大東体育館
- 岩手県立大東高等学校
- 国際医療福祉専門学校一関校大東校舎
- 岩手銀行摺沢支店
- 北日本銀行摺沢支店
- 東北労働金庫大東町摺沢出張所
- 一関市立大東図書館

## バス路線
- 東磐交通 - 猊鼻渓・一関方面
- 一関市営バス - 大東地区市街地・千厩町方面

## 隣の駅
東日本旅客鉄道（JR東日本）
■大船渡線
■普通
柴宿駅 - 摺沢駅 - 千厩駅

### 記事本文
1. 1 2 3 4 5  「駅の情報（摺沢駅）：JR東日本」東日本旅客鉄道。2024年8月28日時点のオリジナルよりアーカイブ。2024年8月31日閲覧。
2. 1 2 3  『週刊 JR全駅・全車両基地』 56号 新庄駅・気仙沼駅・鳴子温泉駅ほか80駅、朝日新聞出版〈週刊朝日百科〉、2013年9月15日、25頁。
3. 1 2 3 4 5 6  石野哲（編）『停車場変遷大事典 国鉄・JR編 Ⅱ』（初版）JTB、1998年10月1日、485頁。ISBN 978-4-533-02980-6。
4. ↑  小学館『国鉄全線各駅停車・2 東北530駅』133頁。
5. ↑  竹内理三ほか 編纂 『岩手県姓氏歴史人物大辞典』 角川日本姓氏歴史人物大辞典3、角川書店、1998年（194頁）
6. ↑  『岩手人名辞典』（財）新渡戸基金、2009年（124頁）
7. 1 2 3 4 5 6 7  「JR摺沢駅 交流施設を合築、便利に 地区民ら完成を祝う」『岩手日報』岩手日報社、1999年12月2日、18面。
8. ↑  時刻表（JTB版）2015年5月号及び6月号、索引地図参照。
9. ↑  「広報いちのせき「I-Style」2月号 > 花泉駅・摺沢駅の無人化 (PDF)」『令和3年度 広報いちのせき「I-Style」』一関市、2022年1月25日、28頁。2022年3月4日閲覧。
10. ↑  「Suicaエリア外もチケットレスで! 東北エリアから「えきねっとQチケ」がはじまります (PDF)」（プレスリリース）、東日本旅客鉄道、2024年7月11日。2024年8月11日閲覧。
11. 1 2  「JR東日本：駅構内図・バリアフリー情報（摺沢駅）」東日本旅客鉄道。2023年12月22日閲覧。

### 利用状況
1. ↑  「JR東日本：各駅の乗車人員（2000年度）」東日本旅客鉄道。2025年7月14日閲覧。
2. ↑  「JR東日本：各駅の乗車人員（2001年度）」東日本旅客鉄道。2025年7月14日閲覧。
3. ↑  「JR東日本：各駅の乗車人員（2002年度）」東日本旅客鉄道。2025年7月14日閲覧。
4. ↑  「JR東日本：各駅の乗車人員（2003年度）」東日本旅客鉄道。2025年7月14日閲覧。
5. ↑  「JR東日本：各駅の乗車人員（2004年度）」東日本旅客鉄道。2025年7月14日閲覧。
6. ↑  「JR東日本：各駅の乗車人員（2005年度）」東日本旅客鉄道。2025年7月14日閲覧。
7. ↑  「JR東日本：各駅の乗車人員（2006年度）」東日本旅客鉄道。2025年7月14日閲覧。
8. ↑  「JR東日本：各駅の乗車人員（2007年度）」東日本旅客鉄道。2025年7月14日閲覧。
9. ↑  「JR東日本：各駅の乗車人員（2008年度）」東日本旅客鉄道。2025年7月14日閲覧。
10. ↑  「JR東日本：各駅の乗車人員（2009年度）」東日本旅客鉄道。2025年7月14日閲覧。
11. ↑  「JR東日本：各駅の乗車人員（2010年度）」東日本旅客鉄道。2025年7月14日閲覧。
12. ↑  「JR東日本：各駅の乗車人員（2012年度）」東日本旅客鉄道。2025年7月14日閲覧。
13. ↑  「各駅の乗車人員 2013年度 ベスト100以外（8）：JR東日本」東日本旅客鉄道。2025年7月14日閲覧。
14. ↑  「各駅の乗車人員 2014年度 ベスト100以外（7）：JR東日本」東日本旅客鉄道。2025年7月14日閲覧。
15. ↑  「各駅の乗車人員 2015年度 ベスト100以外（7）：JR東日本」東日本旅客鉄道。2025年7月14日閲覧。
16. ↑  「各駅の乗車人員 2016年度 ベスト100以外（7）：JR東日本」東日本旅客鉄道。2025年7月14日閲覧。
17. ↑  「各駅の乗車人員 2017年度 ベスト100以外（7）：JR東日本」東日本旅客鉄道。2025年7月14日閲覧。
18. ↑  「各駅の乗車人員 2018年度 ベスト100以外（7）：JR東日本」東日本旅客鉄道。2025年7月14日閲覧。
19. ↑  「各駅の乗車人員 2019年度 ベスト100以外（7）：JR東日本」東日本旅客鉄道。2025年7月14日閲覧。
20. ↑  「各駅の乗車人員 2020年度 101位以下（7）| 企業サイト：JR東日本」東日本旅客鉄道。2025年7月14日閲覧。